# Arby Ovanessian
Arby Ovanessian (arménien : Արբի Յովհաննիսեան) est un réalisateur et un metteur en scène irano-arménien vivant à Paris.

## Biographie
Arby Ovanessian est né le 20 février 1942 à La Nouvelle-Djolfa, le quartier arménien d'Ispahan, fondé en 1606 par chah Abbas Ier et haut lieu culturel des Arméniens d'Iran : ce quartier doit son nom à la ville de Djolfa/Djoulfa au Nakhidjevan d’où un très grand nombre des Arméniens déportés ici par le chah étaient originaires. Après avoir fini ses études universitaire à Téhéran, il partit poursuivre des études de cinéma au London Film School (1963 -1966) où pour Richard Williams il réalise Parvana, un film d'animation qui a représenté le Royaume-Uni au Festival international du court métrage d'Oberhausen. 
De retour en Iran il mêla constamment le théâtre et le cinéma. Il rejoignit le comité de sélection du festival des arts de Chiraz-Persépolis, ce qui lui permit de découvrir un jeune auteur jusqu'à alors inconnu et vendeur de journaux, Abbas Nalbandian, et il fit une mémorable mise en scène de Une recherche nouvelle, profonde et importante sur les fossiles de la vingt-cinquième ère géologique pour la seconde édition du festival,. 
En 1970 Peter Brook l'invita à participer aux recherches expérimentales du Centre International de Recherche Théâtrales et il participa avec lui à la mise en scène de Orgast  du poète Anglaise Ted Hughs ou festival des arts de Chiraz-Persépolis. De 1970 à 1976 il travailla avec des metteurs en scène comme Jerzy Grotowski (Special Project) et Andrei Serban (Le Maître et Marguerite) puis il fonda le Théâtre de Tcharsou de Téhéran en 1976 avec Sadreddin Zahed.
Il s'installa à Paris en 1979, après la Révolution islamique, alors qu'il ne parlait pas français, ne cessant de promouvoir la culture arménienne.

## Apport
Il est un des plus fervents avocats de l'expérimentation dans le théâtre et le cinéma Ses mises en scène théâtrales furent présentées dans de nombreux festivals à travers le monde et ou Théâtre des Nations.
Il se refuse à considérer son théâtre comme étant politique, déclarant en 1979 : "Qu'une révolution survienne ne signifie pas que l'artiste se révolutionne lui-même, mais cela veut dire que c’à quoi il croyait a eu un aboutissement. La création est toujours révolutionnaire, mais elle évolue toujours. Tandis qu'en termes de politique... il arrive que les choses s'arrêtent."

## Théâtre
Il a dirigé des dizaines de mises en scène dans quatre langues différentes : anglais, français, persan et arménien
- 1967 : Miss Julie de August Strindberg
- 1968: Honorables mendiants de Hagop Baronian
- 1968 : Une recherche nouvelle, profonde et importante sur les fossiles de la vingt-cinquième ère géologique  d'Abbas Nalbandian
- 1969 : Hedda Gabler d'Henrik Ibsen
- 1969 : Sur la route de Levon Shant
- 1970 : Vis et Ramin de Mahin Jahanbegloo-Tajadod
- 1971 : Le pupille veut être tuteur (Das Mündel will Vormund sein) de Peter Handke
- 1971 : Introspection (Selbstbezichtigung) de Peter Handke
- 1972 : Tout à la fois d'Abbas Nalbandian
- 1972 : La Cerisaie d'Anton Tchekhov
- 1973 : Oh les beaux jours de Samuel Beckett
- 1973 : Comme nous avons été d'Arthur Adamov
- 1973 : Créanciers d'August Strindberg
- 1974 : L'Homme, la bête et la vertu de Luigi Pirandello
- 1974 : Caligula d'Albert Camus
- 1974 : Petit Eyolf d'Henrik Ibsen
- 1975: Pour quelqu'un d'autre de Levon Shant
- 1976 : Ici apparut un chevalier de Mahin Jahanbegloo-Tajadod
- 1976 : The Sleeper's Den de Peter Gill (playwright) (en)
- 1976 : Śmieszny staruszek de Tadeusz Różewicz
- 1976 : The Two-Character Play (en) de Tennessee Williams
- 1979 : La Dame au petit chien d'Anton Tchekhov. Avec Sacha Pitoëff, Paloma Matta. Festival d'automne à Paris[11], Centre Georges Pompidou[12]. Le critique Michel Cournot ne fut pas convaincu, estimant que "la mise en scène et les décors (...) s'éloignent trop de Tchékhof, basculent dans un sentiment romantique un peu béta"[13]
- 1983 : Le Tablier brodé de ma mère s'étale dans ma vie  (How My Mother's Embroidered Apron Unfolds in My Life)[12] avec des textes de Levon Shant , Arshile Gorky et Vasken Chouchanian . Hôtel de Saint-Aignan, Paris
- 1983 : Le Maître et Marguerite de Mikhail Boulgakov. Avec Fanny Cottençon, Michel Robin, Andrzej Seweryn. Théâtre de la Ville
- 1987: Les Merveilleux de Yéghya Kasparian, Cathédrale Sainte-Croix de Paris des Arméniens
- 1988 : L'Enchaîné de Levon Shant, Chapelle Saint-Louis de la Salpêtrière
- 1994 : Actes sans paroles I & II de Samuel Beckett
- 1998 : Pour quelqu'un d'autre de Levon Shant. Théâtre Espace Acteur
- 2007 : L'Invasion d'Arthur Adamov
- 2007 :  Across the Board on Tomorrow Morning de William Saroyan
- 2009 :  The Poetic Situation in America Since Alexandre Dumas and Several Others de William Saroyan

## Filmographie
- 1964 : The Mask
- 1965 : Parvanna
- 1967 : Lebbeus in the name of Thaddeus. Ghara Kelisa[14],[15]
- 1972 : La Source
- 1985 : Le Tablier brodé de ma mère s'étale dans ma vie (How My Mother's Embroidered Apron Unfolds in My Life )[12]
- 2006 : Rouben Mamoulian, l'âge d'or de Broadway et Hollywood[16]
- 2019 : Haratch 83; Portrait connu et inconnu , documentaire sur Arpik Missakian , ancienne rédactrice en chef de Haratch[17]

## Textes
- Lumière de stars, Le Courrier de l'UNESCO, décembre 1990.
- The Theater and Cinema of Arby Ovanessian: Majid Lashkari. Yerevan, HARATCH Educational and Social Foundation 2021.